# Eyes of the Soul
Eyes of the Soul ist ein US-amerikanischer Stummfilm des Regisseurs Émile Chautard aus dem Jahr 1919 mit Elsie Ferguson in der Hauptrolle, der heute als verschollen gilt. Das von der Famous Players-Lasky Corporation produzierte und von Paramount Pictures sowie Artcraft vertriebene Filmdrama basiert auf der Kurzgeschichte Salt of the Earth von George Weston, die zuerst in The Saturday Evening Post am 30. November 1918 erschien. Famous Players-Lasky war ein Vorläufer von Paramount Pictures.

## Handlung
Gloria Swann wird ist Revuetänzerin im „Palm Garden Club“, um sich eine bessere Zukunft zu sichern. Sie lernt den gut situierten Richter Malvin kennen, der sie verehrt und ihr einen Heiratsantrag macht, obwohl ihr Alter und ihre soziale Stellung weit auseinander liegen.
Als sie mit seinem Auto durch einen Park fahren, überfahren sie beinahe Larry Gibson, einen im Ersten Weltkrieg erblindeten kanadischen Soldaten im Rollstuhl. Der Anblick des einsamen Soldaten weckt ihre mütterlichen Gefühle, so dass Gloria Larry nach Hause begleitet und ihn täglich besucht. Sie unternehmen Ausflüge und sie liest ihm vor – und verliebt sich schließlich in Larry, da sie ihn mit den „Augen der Seele“ sieht. Als Malvin davon erfährt, versucht er die beiden auseinander zu bringen und nennt Gibson ein „blindes Wrack“.
Larry spielt Banjo und schreibt Lieder über das Soldatenleben, um leidende Kameraden aufzuheitern. Gloria nimmt Larry mit in den „Palm Garden Club“, wo sie eines seiner Lieder singt, während er sie begleitet. Das Lied wird zum Erfolg und er erhält einen Vertrag von einem Musikverlag. Gloria löst schließlich die Verlobung mit Malvin und lebt mit Larry fortan glücklich in einer Pension, statt mit Malvin in dessen Villa. Sie heiraten und bekommen ein Jahr später ein Kind. Larry findet sich mit dem Verlust seines Augenlichts ab, denn er sieht nun „durch die Augen seines Kindes“.

## Produktion
Das Drehbuch zum Film wurde von den Drehbuchautorin Eve Unsell geschrieben, das vom französische Regisseur Émile Chautard umgesetzt wurde. Die Begleitmusik zum Film wurde von Fred Fischer komponiert und die Texte stammen von Ralph Williams.
Am 8. August 1918 meldete Wid’s Daily und am 17. August 1918 Moving Picture World, dass die Regie des Films zunächst von dem Regisseur Richard Stanton geführt werden sollte. Am 21. Februar 1919 berichtete Moving Picture World dann vom Abschluss der Dreharbeiten unter der Leitung von Chautard, die in Miami im US-Bundesstaat Florida stattfanden. Einzelne Szenen mit einem Säugling wurden in Fort Lee, New Jersey, nachgedreht.
Das auf 35-Millimeter-Film aufgenommene Werk hat eine Länge von fünf Akten (englisch reels) und somit eine Laufzeit von etwa 50 Minuten. Eyes of the Soul kam am 20. April 1919 in die US-amerikanischen Kinos und wurde in New York City im Rivoli Theatre uraufgeführt, zur Zeit des Bühnenschauspieler-Streiks rund um die Actors’ Equity Association. Im Jahr 1920 kam es zur Aufführung des Films in Schweden unter dem Titel Damen från varietén und im Jahr 1921 unter dem Title Les yeux morts in Frankreich. Dieser Stummfilm gilt heute – wie viele andere Werke dieser Zeit – als verschollen.
Eine Adaption des Drehbuchs wurde von Gladys Hall als Kurzgeschichte für Motion Picture im Juni 1919 veröffentlicht.

## Rezeption

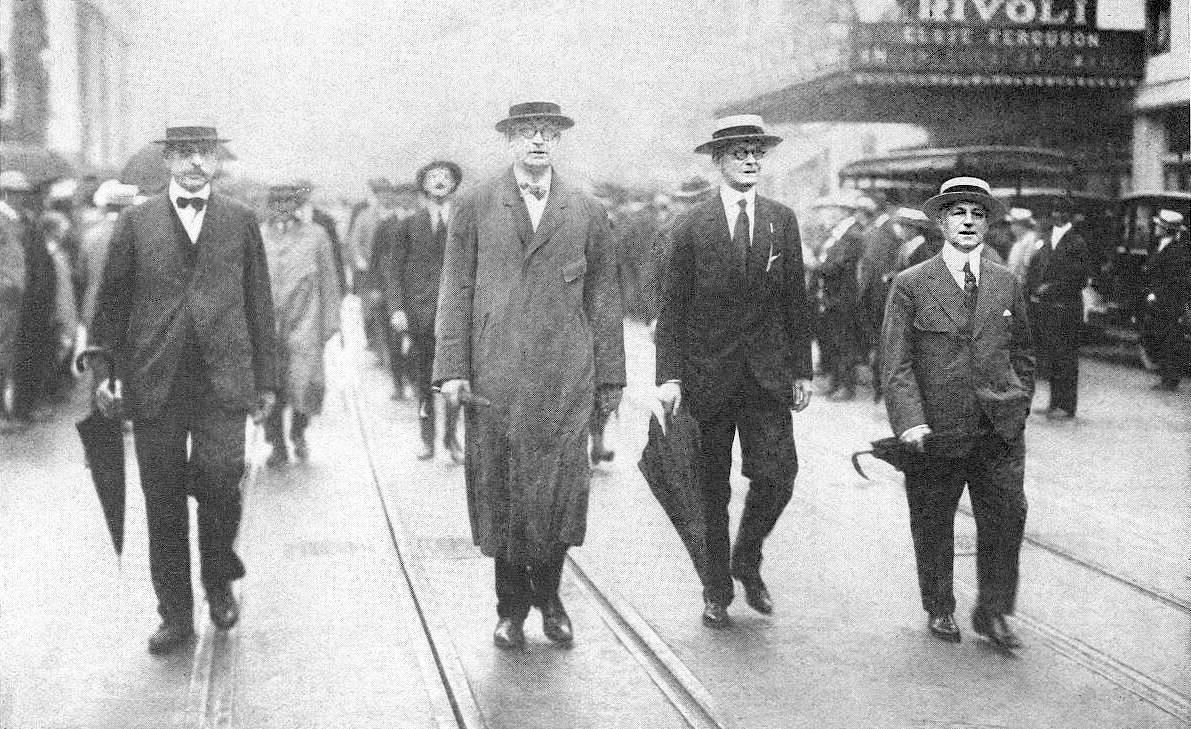
Schauspielerstreik 1919: Im Hintergrund das Rivoli Theater in dem die Premiere des Filmes mit Elsie Ferguson stattfand.

Die New York Times veröffentlichte am 21. April 1919 in ihrer Rubrik „The Screen“ folgende Kritik:

„Nachdem sie sich durch Szenen gekämpft hat, die zur Veranschaulichung von „The Cabaret Singer’s Idea of Heaven“ dienen könnten, entwickelt die Geschichte ‘Herzensinteresse’ und endet in einem glücklichen, glücklichen Zuhause. Miss Ferguson [spielt] eine Restaurantkünstlerin ‘mit dem Herzen eines Kindes und der Seele einer Madonna’ (das geht aus den Untertiteln hervor, nicht aus dem, was die Figur tut), die ‘die großartige Chance’ aufgibt, einen Millionär zu heiraten, und die Braut eines blinden Soldaten wird. Der Soldat wird von Wyndham Standing hervorragend gespielt. Es muss auch gesagt werden, dass der Film einige bemerkenswerte fotografische Arbeiten enthält.“

Auch die Variety berichtete in ihren Ausgaben vom 21. Februar und 25. April 1919 über den Film.

In der Zeitschrift Enquirer And Evening News (Battle Creek, Michigan) erschien am 4. Mai 1919 folgender Text:

„Mit den Augen der Welt sah die Welt ihn, einen blinden Soldaten, nannte ihn einen Helden – und ging weiter. Aber sie sah ihn mit den Augen der Seele. Eine wunderbare Geschichte.“

Im Jamestown Evening Journal erschien am 13. August 1919 die folgende Anzeige:

„Im Niemandsland gab er sein Bestes und jetzt war seine Welt dunkel. […] und in einer Revue sahen sie ein Mädchen tanzen, doch wie wenig sie sahen! Dieser Soldat erblindete, um das Leben eines Kameraden zu retten. Das tanzende Mädchen sah ihn [jedoch] mit den Augen ihrer Seele und opferte mehr, als sie sich erträumen konnte […]. Was danach geschah, wird Ihnen das Herz aufgehen lassen und Sie werden die ganze Welt noch mehr lieben, wenn Sie diesen wunderbaren Film gesehen haben.“

## Trivia
1915 wurde bereits ein Kurzfilm gleichen Namens veröffentlicht. In den Motion Picture News vom 18. März 1916 hieß es, dass die Drehbuchautorin Frances Marion an einem Drehbuch für die Schauspielerin Clara Kimball Young arbeiteten würde.